# Francisco Rubio
Francisco Carlos "Frank" Rubio (Los Angeles, 11 de dezembro de 1976) é um piloto de helicóptero, cirurgião de voo e astronauta da NASA da turma de 2017.

## Juventude e educação
Francisco Rubio nasceu no dia 11 de dezembro de 1976 em Los Angeles, filho de Myrna Argueta.  Sua família mudou-se para Miami, onde ele estudou na Miami Sunset Senior High School e conseguiu um Bacharelado em Relações Internacionais.

## Carreira militar
Depois de ser comendado com segundo tenente no Exército dos Estados Unidos, Rubio tornou-se um piloto do UH-60 Blackhawk. Rubio era um líder de pelotão no A Company, 2nd Battalion, 82nd Airborne Division e depois um comandande para o A Company, 2nd Battalion, 3rd Aviation Regiment. Como um piloto, Rubio conseguiu mais de 1,100 horas de voo, incluindo 600 horas de combate durante operações na Bósnia, Iraque e Afeganistão.
Rubio recebeu um Doutorado de Medicina da Uniformed Services University of the Health Sciences e completou uma residência médica em Fort Benning. Ele serviu como supervisor clínico e cirurgião de voo no Redstone Arsenal. Na época de sua seleção como candidato a astronauta, Rubio era cirurgião para o 3rd Batalhão do 10th Special Force Group em Fort Carson.

## Carreira na NASA
Em 2017, Rubio foi selecionado como membro do Grupo 22 de Astronautas da Nasa, quando começou seu treino com dois anos de duração.
No dia 15 de julho de 2022 foi selecionado como membro da Soyuz MS-22. As 17:39 UTC do dia 11 de setembro de 2023, Rubio quebrou o recorde estadunidense de permanência no espaço, ultrapassando a marca de Mark Vande Hei, de 355 dias, 3 horas e 45 minutos.

## Vida pessoal
Rubio e sua esposa, Deborah, têm quatro filhos.

## Prêmios e honrarias
Rubio recebeu a Estrela de Bronze, Meritorious Service Medal e a Army Achievement Medal. Ele formou-se no United States Army Command and General Staff College e recebeu os Distintivos de  US Army Aviator, Pathfinder, Assalto Aéreo e de Paraquedismo.